# Нифльхейм

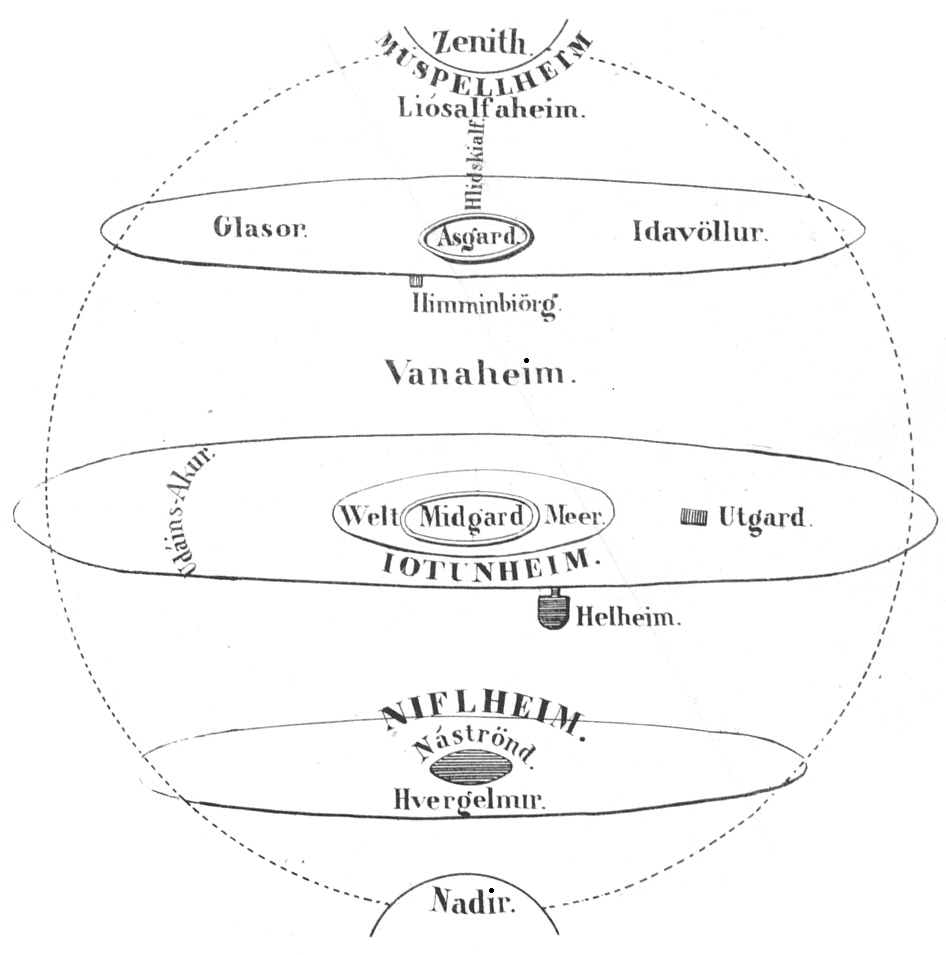
Иллюстрация скандинавской космологии от Генри Уитона (1831)

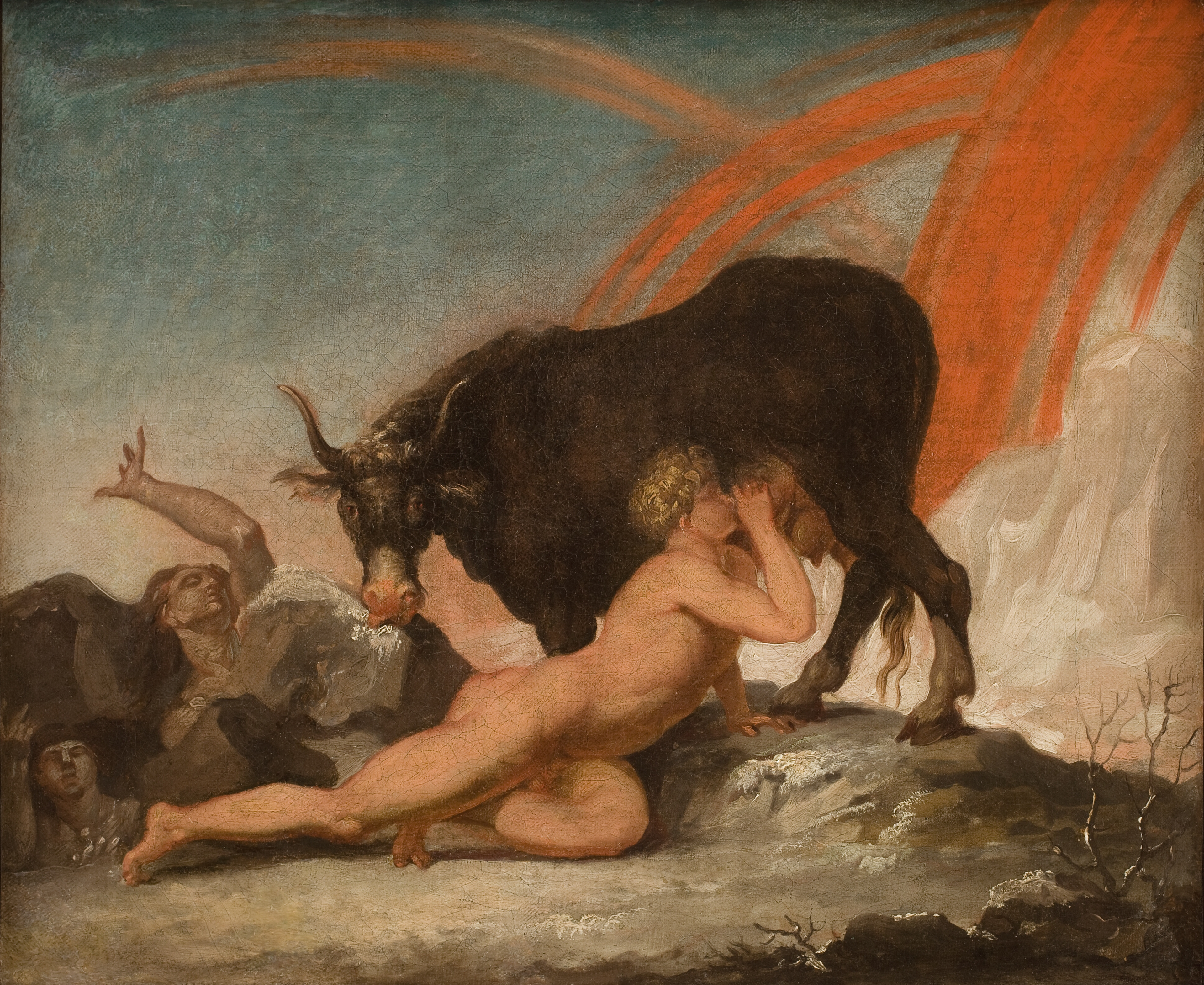
Картина датского художника Николая Абильгора

Ни́фльхе́йм (др.-сканд. Niflheimr — обитель туманов) — в германо-скандинавской мифологии один из девяти миров, мир стужи и мрака, существовавший до начала творения.
Находится к северу от Гиннунгагап. Согласно «Младшей Эдде» к Нифльхейму тянется третий корень мирового древа, который снизу грызёт один из великих змеев Нидхёгг. Под корнем бьёт поток Хвергельмир («кипящий котёл»), из которого в бездну Гиннунгагап вытекают двенадцать рек Эливагар: Свёль, Гуннтра, Фьёрм, Фимбультуль, Слид и Хрид, Сюльг и Ульг, Вид, Лейфт. А река Гьёлль течёт у самых врат Хельхейма. Ядовитые потоки этих рек заполнили бездну и от холода превратились в иней. К югу располагался огненный мир Муспельхейм, искры которого растопили иней. Из капель и брызг «Бурных вод» появился первый инистый великан — Имир или Аургельмир («Шумящий в потоке»), а также корова Аудумла.